# Мванза
Мванза (англ. Mwanza) — місто в Танзанії.

## Загальні відомості
Місто Мванза є адміністративним центром танзанійського регіону Мванза. Місто розташоване в районі проживання народу сукума. Великий порт на озері Вікторія, міжнародний аеропорт, залізничний вузол. В околицях Мванза розташовані великі плантації бавовнику, велику роль в економіці міста грає рибальство в озері. Поромне сполучення з танзанійськими портами Мусома і Букоба, а також з Кенією та Угандою.

## Географія
Місто Мванза розташоване на південному березі озера Вікторія, на північному заході Танзанії, на східному березі затоки Мванза (Mwanza Gulf).

### Клімат
Місто знаходиться у зоні, котра характеризується кліматом тропічних саван. Найтепліший місяць — жовтень із середньою температурою 23.9 °C (75 °F). Найхолодніший місяць — липень, із середньою температурою 22.2 °С (72 °F).
| Клімат Мванзи           | Клімат Мванзи | Клімат Мванзи | Клімат Мванзи | Клімат Мванзи | Клімат Мванзи | Клімат Мванзи | Клімат Мванзи | Клімат Мванзи | Клімат Мванзи | Клімат Мванзи | Клімат Мванзи | Клімат Мванзи | Клімат Мванзи |
| Показник                | Січ.          | Лют.          | Бер.          | Квіт.         | Трав.         | Черв.         | Лип.          | Серп.         | Вер.          | Жовт.         | Лист.         | Груд.         | Рік           |
| Абсолютний максимум, °C | 35            | 35            | 36            | 36            | 35            | 35            | 33            | 34            | 35            | 36            | 35            | 34            | 36            |
| Середній максимум, °C   | 28            | 28            | 28            | 28            | 28            | 28            | 28            | 28            | 29            | 29            | 28            | 28            | 28            |
| Середня температура, °C | 23            | 22            | 23            | 23            | 22            | 22            | 22            | 22            | 23            | 23            | 23            | 23            | 22            |
| Середній мінімум, °C    | 18            | 17            | 18            | 18            | 17            | 17            | 16            | 17            | 17            | 18            | 18            | 18            | 17            |
| Абсолютний мінімум, °C  | 10            | 11            | 11            | 12            | 12            | 10            | 10            | 11            | 12            | 12            | 11            | 12            | 10            |
| Норма опадів, мм        | 90            | 100           | 150           | 140           | 90            | 10            | 10            | 10            | 40            | 40            | 110           | 140           | 1000          |
| Днів з дощем            | 7             | 8             | 9             | 8             | 7             | 1             | 1             | 1             | 3             | 3             | 7             | 10            | 70            |
| Вологість повітря, %    | 69            | 71            | 72            | 71            | 68            | 60            | 55            | 54            | 55            | 56            | 64            | 69            | 64            |
| ----------------------- | ------------- | ------------- | ------------- | ------------- | ------------- | ------------- | ------------- | ------------- | ------------- | ------------- | ------------- | ------------- | ------------- |
| Джерело: Weatherbase    |               |               |               |               |               |               |               |               |               |               |               |               |               |

## Історія
Мванза була заснована у 1892 році німецькою колоніальною владою. У 1916 році вона була зайнята англійцями. У 20-ті роки XX століття в районі міста були виявлені родовища золота, в 1928 році до Мванзі була підведена лінія залізниці від Табори. Під час Другої угандійсько-танзанійської війни в 1978 році місто піддавалося бомбардуванням з боку угандійських ВВС.

## Економіка
У Мванзі вирощують бавовник.

## Спорт
- Альянс Скулз — професіональний танзанійський футбольний клуб з міста Мванза.